# I. e. 20-as évek
Évszázadok: i. e. 2. század – i. e. 1. század – 1. század
Évtizedek: i. e. 70-es évek – i. e. 60-as évek – i. e. 50-es évek – i. e. 40-es évek – i. e. 30-as évek – i. e. 20-as évek – i. e. 10-es évek – i. e. 1-es évek – 1-es évek – 10-es évek – 20-as évek
Évek: i. e. 29 – i. e. 28 – i. e. 27 – i. e. 26 – i. e. 25 – i. e. 24 – i. e. 23 – i. e. 22 – i. e. 21 – i. e. 20

## Híres személyek
- Augustus római császár (i. e. 27-i. sz. 14)